# Карагандинский областной комитет КП Казахстана
Карагандинский областной комитет КПСС — региональный орган партийного управления в Казакской АССР (1932—1936) и Казахской ССР (1936—1991 годы).
Карагандинская область с центром в г. Петропавловск была образована 10 марта 1932 года в числе первых 6 областей Казакской АССР; в ходе разукрупнения из территории области 29 июля 1936 были выделены Северо-Казахстанская и Кустанайская области, а центр перенесен из Петропавловска в Караганду. С 5 декабря 1936 — в составе Казахской ССР.

## Первые секретари Карагандинского обкома КП Казахстана
- ПЕРИОД СТАЛИНА (1924-1953 гг.)
- 1932-03.1934 Беккер, Исаак Моисеевич
- 02.1934-07.1936 Аммосов, Максим Кирович
- 1936-20.05.1937 Пинхасик Гдалий Исаакович (первый секретарь оргбюро ЦК ВКП(б) по Карагандинской области)
- 05.1937-22.03.1938 Пинхасик, Гдалий Исаакович
- 1938 Садовников, Николай Петрович
- 1938-10.1942 Пазиков, Хабир Мухарамович
- 10.1942-02.1944 Мельников, Леонид Георгиевич
- 02.1944-1947 Галайдин, Григорий Спиридонович
- 1947—1952 Абабков, Тихон Иванович
- 1952-01.1958 Яковлев, Сергей Яковлевич
- ПЕРИОД ХРУЩЕВА (1953-1954 гг.)
- 01.1958-[22.10.]1959 Исаев, Павел Николаевич
- [22.10.]1959-12.1962 Соломенцев, Михаил Сергеевич
- 01.1963-12.1964 (промышленный) Банников Николай Васильевич
- 01.1963-12.1964 (сельский) Ашимов, Байкен Ашимович
- ПЕРИОД БРЕЖНЕВА (1964-1982 гг.)
- 12.1964-19.02.1968 Банников Николай Васильевич
- 19.02.1968-6.08.1979 Акулинцев, Василий Кузьмич
- 6.08.1979-15.11.1986 Коркин Александр Гаврилович
- ПЕРИОД ГОРБАЧЕВА (1985-1991 гг.)
- 15.11.1986-6.10.1989 Локотунин, Валерий Иванович
- 6.10.1989-19.05.1990 Башмаков, Евгений Фёдорович
- 19.05.1990-7.09.1991 Гаркуша, Виталий Степанович